# Apogon argyrogaster
Apogon argyrogaster är en fiskart som beskrevs av Weber, 1909. Apogon argyrogaster ingår i släktet Apogon och familjen Apogonidae. Inga underarter finns listade i Catalogue of Life.